# PGC 40758
LEDA/PGC 40758 oder LEDA 3090512 ist eine kompakte, Elliptische Galaxie vom Hubble-Typ E0 im Sternbild Coma Berenices am Nordsternhimmel. Sie ist schätzungsweise 608 Millionen Lichtjahre von der Milchstraße entfernt und hat einen Durchmesser von etwa 125.000 Lichtjahren. Unter der Katalognummer VCC 947 ist sie als Mitglied des Coma-Galaxienhaufens gelistet, ist dafür jedoch zu weit entfernt.
Im selben Himmelsareal befinden sich u. a. die Galaxien NGC 4405, IC 792, IC 3368, PGC 213991.